# شوربلاغ (خوی)
شوربلاغ، روستایی است از توابع بخش مرکزی شهرستان خوی استان آذربایجان غربی ایران.

## جمعیت
این روستا در دهستان قره‌سو قرار داشته و بر اساس سرشماری سال ۱۳۸۵ جمعیت آن ۱۱۸۲ نفر (۲۱۵ خانوار)
بوده‌است.